# Orobanche alba
La succiamele del Serpillo (nome scientifico Orobanche alba Stephan ex Willd., 1800) è una pianta parassita, appartenente alla famiglia delle Orobanchaceae.

## Etimologia
Il nome generico (Orobanche) deriva da due termini greci òrobos (= legume) e anchéin (= strozzare) e indicano il carattere parassitario di buona parte delle piante del genere di questa specie soprattutto a danno delle Leguminose (nell'antica Grecia questo nome era usato per una pianta parassita della "veccia" - Vicia sativa). L'epiteto specifico (alba) indica normalmente una pianta dai colori biancastri o chiari.
Il binomio scientifico della specie è stato definito inizialmente dal botanico, farmacista e micologo tedesco Carl Ludwig Willdenow (1765-1812), perfezionato in seguito dal medico-chirurgo tedesco, professore di botanica a San Pietroburgo Christian Friedrich Stephan (1757-1814) nella pubblicazione "Species Plantarum. Editio Quarta. Berolini [Berlin] - 3(1): 350. 1800" del 1800.

## Descrizione
Queste piante sono alte da 1 a 4 dm. La forma biologica è terofita parassita (T par), sono piante erbacee che differiscono dalle altre forme biologiche poiché, essendo annuali, superano la stagione avversa sotto forma di seme e sono munite di asse fiorale eretto e spesso privo di foglie. In questa specie sono presenti anche piante con forme biologiche perenni tipo geofite parassite (G par), sono piante provviste di gemme sotterranee e radici che mostrano organi specifici per nutrirsi della linfa di altre piante. Inoltre non contengono clorofilla per cui nel secco si colorano di bruno.

### Radici
Le radici sono fascicolate e si diramano da un bulbo o rizoma centrale. Nella parte finale sono provviste di austori succhianti che parassitano l'apparato radicale delle piante ospiti.

### Fusto
La parte aerea del fusto è eretta e semplice (non ramosa), angolosa e densamente pubescente; la forma è cilindrica e regolare. Gli scapi terminali sono sempre fioriferi (mai sterili).

### Foglie
Le foglie sono ridotte a delle squame spiralate ed hanno delle forme lanceolate. Dimensione delle foglie: larghezza 3 – 6 mm; lunghezza 12 – 14 mm.

### Infiorescenza

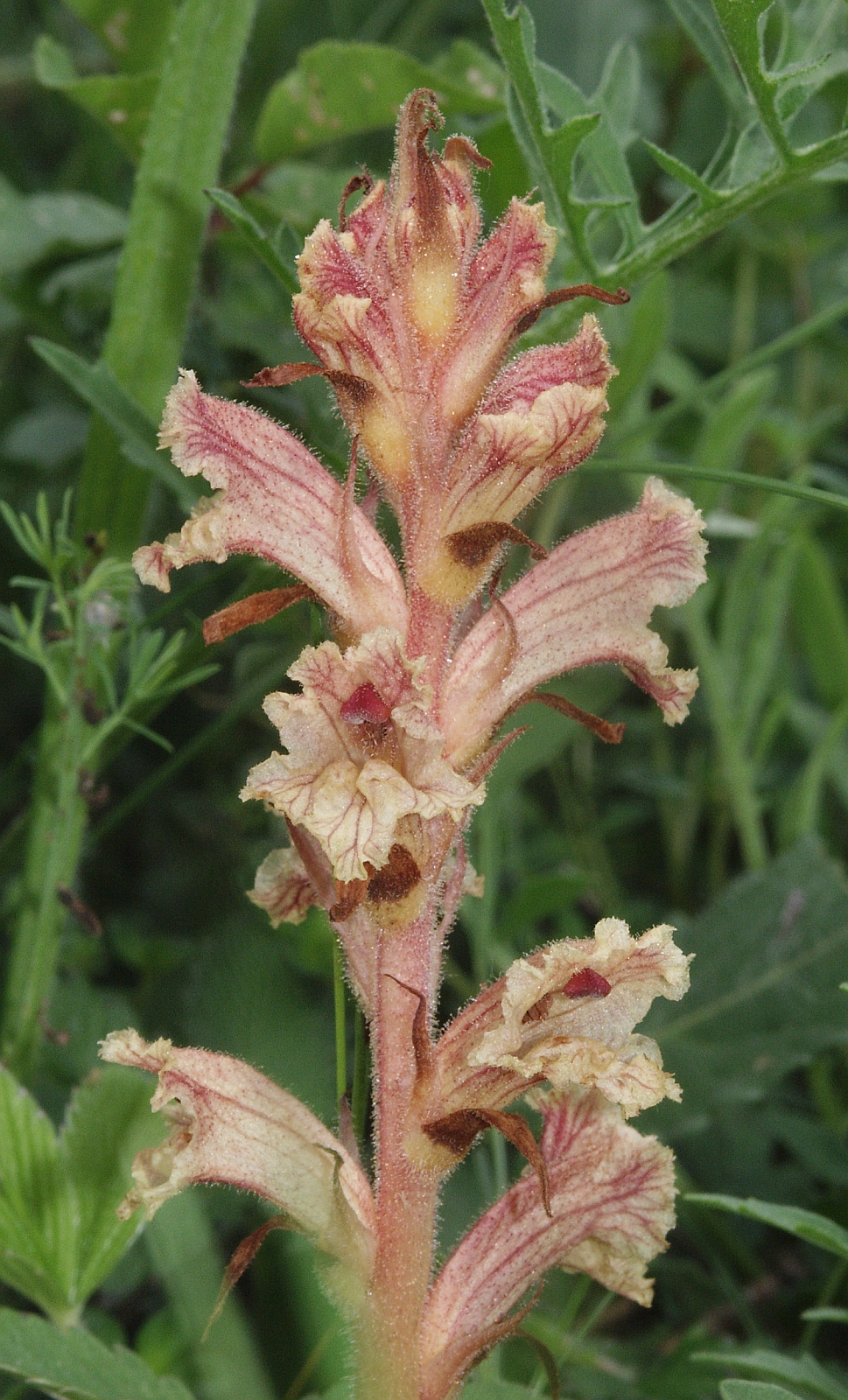
Infiorescenza

Le infiorescenze a forma di spiga o racemo più o meno denso, sono interrotte e con i fiori distanziati; l'apice è tronco. Le brattee dell'infiorescenza sono del tipo lesiniforme. Dimensione delle brattee: larghezza 4 mm; lunghezza 10 – 15 mm (fino a 25 mm).

### Fiore
I fiori sono ermafroditi, zigomorfi (del tipo bilabiato), tetrameri, ossia con quattro verticilli (calice – corolla - androceo – gineceo) e pentameri (la corolla è a 5 parti, mentre il calice anch'esso a 5 parti spesso è ridotto). In questa specie i fiori alla base sono avvolti da 3 elementi: in posizione centrale è presente una brattea; su entrambi i lati è presente una lacinia calicina profondamente bifida (non sono presenti le bratteole). Lunghezza totale del fiore: 16 – 25 mm.
- Formula fiorale: per questa pianta viene indicata la seguente formula fiorale:

X, K (5/4), [C (2+3), A 2+2], G (2), (supero), capsula
- Calice: il calice è gamosepalo a 3 parti, ossia quattro sepali saldati 2 a 2 tipo lacinie ben separate o collegate alla base, più una brattea centrale. Dimensione del calice: 10 – 14 mm.
- Corolla: la corolla, di tipo personato, è simpetala e consiste in un tubo cilindrico terminante in un lembo bilabiato; dei due labbri quello inferiore, cigliato, è trilobato con lobo centrale maggiore di quelli laterali, mentre quello superiore è quasi intero (non si distinguono i due lobi) e un po' retuso. La superficie della corolla è ricoperta da peli ghiandolari scuri. È colorata di biancastro alla base e rosso purpureo chiaro verso l'apice. Dimensione della corolla: 16 – 19 mm.
- Androceo: l'androceo possiede quattro stami didinami (due grandi e due piccoli). I filamenti sono pelosi (nella metà inferiore oppure per tutta la lunghezza) e sono inseriti a 2 – 4 mm dalla base della corolla. Le antere, glabre, sono disposte trasversalmente e sono provviste di due logge più o meno uguali. Le sacche polliniche hanno l'estremità inferiore a forma di freccia.[7]
- Gineceo: l'ovario è supero formato da due (o tre) carpelli ed è uniloculare; le placente sono due o quattro di tipo parietale, a volte unite al centro e portanti un numero molto elevato di ovuli. Lo stilo è del tipo filiforme; lo stigma è capitato o del tipo a 2 - 4 lobi ed è colorato di purpureo.
- Fioritura: da maggio a luglio.

### Frutti
Il frutto è una capsula loculicida a forma più o meno ovoidale. I semi, molti e minuti dalle dimensioni quasi microscopiche, contengono un embrione rudimentale indifferenziato e composto da poche cellule; sono colorati di nero. Lunghezza della capsula: 7 – 12 mm.

## Riproduzione
- Impollinazione: l'impollinazione avviene tramite insetti (impollinazione entomogama).
- Riproduzione: la fecondazione avviene fondamentalmente tramite l'impollinazione dei fiori (vedi sopra).
- Dispersione: i semi cadendo a terra sono successivamente dispersi soprattutto da insetti tipo formiche (disseminazione mirmecoria).

## Biologia
Queste piante non contengono clorofilla per cui possiedono organi specifici per nutrirsi della linfa di altre piante. Le loro radici infatti sono provviste di uno o più austori connessi alle radici ospiti per ricavare sostanze nutritive. Inoltre il parassitismo di Orobanche alba è tale per cui anche i semi per germogliare hanno bisogno della presenza delle radici della pianta ospite; altrimenti le giovani piantine sono destinate ad una precoce degenerazione.
In genere le specie di questa voce sono parassite delle "labiate" del genere Thymus (famiglia Lamiaceae), soprattutto della specie Thymus serpyllum.

## Distribuzione e habitat

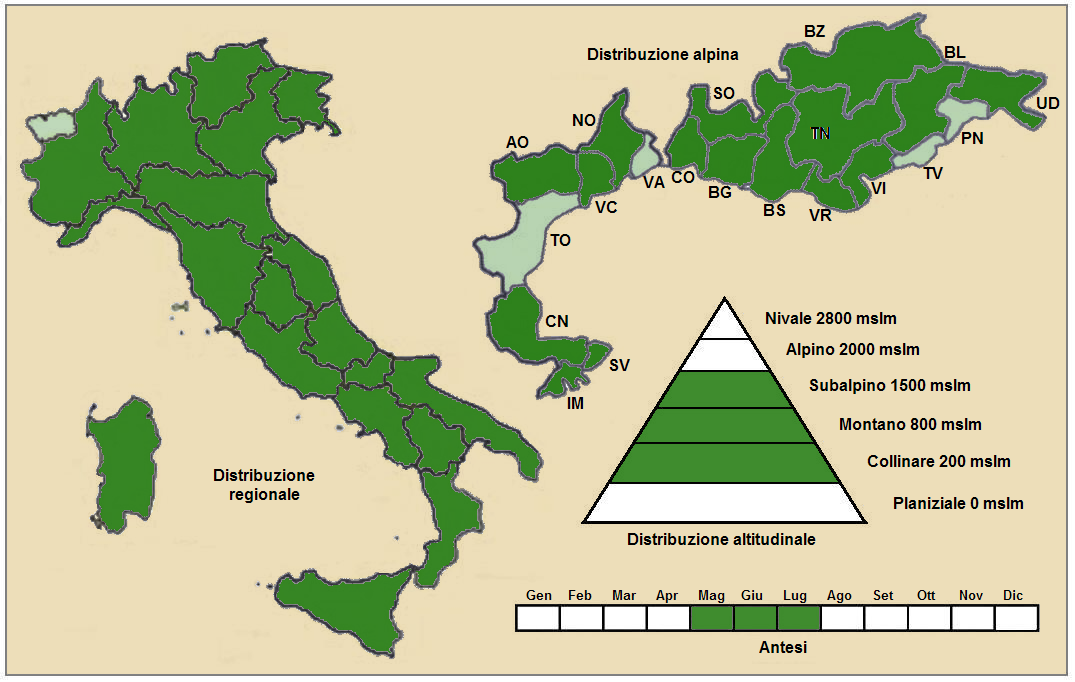
Distribuzione della pianta
(Distribuzione regionale – Distribuzione alpina)

- Geoelemento: il tipo corologico (area di origine) è Orofita - Eurasiatico.
- Distribuzione: in Italia è una specie comune ed è presente ovunque (più rara in Sardegna). Nelle Alpi è ovunque presente sia in Italia che oltre confine. Sugli altri rilievi europei collegati alle Alpi si trova nella Foresta Nera, Vosgi, Massiccio del Giura, Massiccio Centrale, Pirenei, Alpi Dinariche, Monti Balcani e Carpazi.[12] Nel resto dell'Europa si trova più o meno ovunque; è presente anche nella Transcaucasia, Anatolia, e nel Magreb africano.[13] Fuori dall'Europa si trova principalmente in Asia (Afghanistan, Pakistan, Kashmir e Tibet).[14]
- Habitat: l'habitat tipico per queste piante sono le colture e le zone nelle quali è presente la specie Thymus serpyllum (o anche altre labiate); si trova anche nelle praterie rase e prati e pascoli dal piano collinare a quello subalpino. Il substrato preferito è sia calcareo che siliceo con pH neutro, medi valori nutrizionali del terreno che deve essere secco.[12]
- Distribuzione altitudinale: sui rilievi queste piante si possono trovare da 300 fino a 1700 m s.l.m.; frequentano quindi i seguenti piani vegetazionali: collinare, montano e subalpino.

### Fitosociologia
Dal punto di vista fitosociologico Orobanche alba appartiene alla seguente comunità vegetale:
- Formazione : comunità a emicriptofite e camefite delle praterie rase magre secche.

- Classe : Festuco-Brometea.

## Tassonomia
La famiglia di appartenenza della specie (Orobanchaceae) comprende soprattutto piante erbacee perenni e annuali semiparassite (ossia contengono ancora clorofilla a parte qualche genere completamente parassita) con uno o più austori connessi alle radici ospiti. È una famiglia abbastanza numerosa con circa 60 - 90 generi e oltre 1700 - 2000 specie (il numero dei generi e delle specie dipende dai vari metodi di classificazione) distribuiti in tutti i continenti.
La classificazione del genere Orobanche è problematica in quanto le varie specie differiscono una dall'altra per piccoli caratteri soprattutto nella forma del calice-corolla e per i vari colori delle parti floreali che presto tendono al bruno appena la pianta "entra" nel secco. Molte specie hanno una grande specificità dell'apparato radicale per cui una possibile distinzione è possibile tramite l'individuazione della pianta parassitata (vedi il paragrafo "Biologia").
All'interno del genere Orobanche la specie Orobanche alba appartiene alla sezione Orobanche L. caratterizzata soprattutto dalla forma del calice a tre parti ossia quattro sepali saldati 2 a 2 tipo lacinie ben separate o collegate alla base, più una brattea. L'altra sezione presente in Italia (Trionychon Wallr.) è caratterizzata dal calice diviso in 5 parti: in posizione centrale è presente una brattea, mentre su entrambi i lati sono presenti una bratteola lineare e una lacinia calicina profondamente bifida.
Il numero cromosomico di O. alba è: 2n = 38.

### Filogenesi
Secondo una recente ricerca di tipo filogenetico la famiglia Orobanchaceae è composta da 6 cladi principali nidificati uno all'interno dell'altro. Il genere Orobanche si trova nel terzo clade (relativo alla tribù Orobancheae) insieme ai generi Boschniakia C. A. Mey. ex Bong. 1833, Cistanche Hoffmans. & Link 1809, Conopholis
Wallr.1825, Epifagus Nutt. 1818, Eremitilla Yatsk. & J. L. Contr., 2009, Kopsiopsis (Beck) Beck 1930, Mannagettaea Harry Sm.
1933. Orobanche è monofiletico e rappresenta il core del clade ed è “gruppo fratello” del genere Mannagettaea e quindi di tutto il resto del gruppo.

### Sinonimi
Questa entità ha avuto nel tempo diverse nomenclature. L'elenco seguente indica alcuni tra i sinonimi più frequenti:
- Catodiacrum sparsiflorum Dulac.
- Orobanche alba subsp. major  (Celak.) Zázvorka
- Orobanche alba subsp. xanthostigma  Rätzel & Uhlich
- Orobanche alexandri Tineo
- Orobanche buhsei  Reut.
- Orobanche chassia  Formánek
- Orobanche cuprea  Boiss. & Balansa
- Orobanche diaphana  F. W. Schultz
- Orobanche epithymum  DC.
- Orobanche epithymum var. major  Celak.
- Orobanche glabrata  C. A. Mey.
- Orobanche hellebori  Miégev.
- Orobanche punctata  F. W. Schultz
- Orobanche raddeana  Beck
- Orobanche rubra  Sm.
- Orobanche squalida  Steven
- Orobanche wiedemannii  Boiss.

## Altre notizie
L'orobanche bianca in altre lingue è chiamata nei seguenti modi:
- (DE)  Weiße Sommerwurz o Thymian-Würger o Quendel-Sommerwurz
- (FR)  Orobanche blanche
- (EN)  Thyme Broomrape